# Tarta gijonesa
El postre gijonés o también conocido como tarta gijonesa es un postre típico de la ciudad asturiana de Gijón. Se trata de una tarta de crema de turrón de almendra tostada.

## Historia
Hay varias versiones sobre su origen. Algunas personas dicen que la familia Agüera elaboró una tarta de turrón para una boda familiar y otros hablan de un postre que se incluía en el menú del restaurante gijonés La Pondala. Pero la versión aceptada es que en el año 1980, Miguel Ángel Álvarez Baños, tercera generación de una de las familias de confiteros más conocidas de la ciudad, creó en el obrador del periodista Adeflor de la Confitería La Fe, una tarta con base de bizcocho y cuerpo de crema de turrón de Jijona tostado en la parte superior. La tarta debe conservarse y consumirse en frío para mantener su sabor dulce y su estructura intacta. El maestro confitero Miguel Ángel Álvarez Baños le dio el nombre de Postre Gijonés como regalo inmaterial a la ciudad de Gijón.
Hoy esta tarta se ha convertido en uno de los emblemas dulces de la ciudad, desbancando a la que hasta ese momento era la tarta por excelencia de la ciudad, la Charlota. La mayoría de confiterías de la ciudad la elaboran, incluso puede encontrarse en algunos supermercados, aunque la fórmula original sigue en manos de la Confitería La Fe.